# (525595) 2005 JP179
(525595) 2005 JP179 est un objet transneptunien d'environ 150 km de diamètre, découvert le 11 mai 2005 par Marc William Buie à l'observatoire interaméricain du Cerro Tololo.